# Codice ATCvet QJ51
Il codice ATCvet QJ51 " Antibatterici per uso intramammario" è un sottogruppo del sistema di classificazione Anatomico Terapeutico e Chimico, un sistema di codici alfanumerici sviluppato dall'OMS per la classificazione dei farmaci e altri prodotti medici. Il sottogruppo QJ fa parte del gruppo anatomico J, farmaci per uso veterinario antinfettivi per uso sistemico.
Numeri nazionali della classificazione ATC possono includere codici aggiuntivi non presenti in questa lista, che segue la versione OMS.

## QJ51A Tetracicline per uso intramammario

### QJ51AA Tetracicline
QJ51AA03 Clorotetraciclina
QJ51AA06 Ossitetraciclina
QJ51AA07 Tetraciclina
QJ51AA53 Clorotetraciclina, combinazioni

## QJ51B Amfenicoli per uso intramammario

### QJ51BA Amfenicoli
QJ51BA01 Cloramfenicolo
QJ51BA02 Tiamfenicolo
QJ51BA90 Florfenicolo

## QJ51C Antibiotici beta-lattamici, penicilline, per uso intramammario

### QJ51CA Penicilline ad ampio spettro
QJ51CA01 Ampicillina
QJ51CA51 Ampicillina, combinazioni

### QJ51CE Penicilline sensibili alle beta-lattamasi
QJ51CE01 Benzilpenicillina
QJ51CE09 Procaina penicillina
QJ51CE59 Procaina penicillina, combinazioni
QJ51CE90 Fenetamato

### QJ51CF Penicilline resistenti alle beta-lattamasi
QJ51CF01 Dicloxacillina
QJ51CF02 Cloxacillina
QJ51CF03 Meticillina
QJ51CF04 Oxacillina
QJ51CF05 Flucloxacillina

### QJ51CR Combinazioni di pencilline e/o inibitori delle beta-lattamasi
QJ51CR01 Ampicillina e inibitori enzimatici
QJ51CR02 Amoxicillina e inibitori enzimatici
QJ51CR50 Combinazioni di penicilline

## QJ51D Altri antibiotici beta-lattamici  per uso intramammario

### QJ51DB Cefalosporine di prima generazione
QJ51DB01 Cefalexina
QJ51DB04 Cefazolina
QJ51DB08 Cefapirina
QJ51DB10 Cefacetrile
QJ51DB90 Cefalonio

### QJ51DC Cefalosporine di seconda generazione
QJ51DC02 Cefuroxima

### QJ51DD Cefalosporine di terza generazione
QJ51DD12 Cefoperazone
QJ51DD90 Ceftiofur

### QJ51DE Cefalosporine di quarta generazione
QJ51DE90 Cefquinome

## QJ51E Sulfonamidi e trimetoprim per uso intramammario

### QJ51EA Trimetoprim e derivati
QJ51EA01 Trimetoprim

## QJ51F Macrolidi e lincosamidi per uso intramammario

### QJ51FA Macrolidi
QJ51FA01 Eritromicina
QJ51FA02 Spiramicina
QJ51FA90 Tilosina

### QJ51FF Lincosamidi
QJ51FF90 Pirlimicina

## QJ51G Antibiotici amminoglicosidi  per uso intramammario

### QJ51GA Streptomicine
QJ51GA90 Diidrostreptomicina

### QJ51GB Altri amminoglicosidi
QJ51GB03 Gentamicina
QJ51GB90 Apramicina

## QJ51R Combinazioni di antibiotici per uso intramammario

### QJ51RA Tetracicline, combinazioni con altri antibiotici
QJ51RA01 Clorotetraciclina, combinazioni con altri antibiotici

### QJ51RB Amfenicoli, combinazioni con altri antibiotici
QJ51RB01 Cloroamfenicolo, combinazioni con altri antibiotici

### QJ51RC Antibiotici beta-lattamici , penicilline, combinazioni con altri antibiotici
QJ51RC04 Procaina penicillina, diidrostreptomicina, sulfadimidina
QJ51RC20 Ampicillina, combinazioni con altri antibiotici
QJ51RC21 Pivampicillina, combinazioni con altri antibiotici
QJ51RC22 Benzilpenicillina, combinazioni con altri antibiotici
QJ51RC23 Procaina penicillina, combinazioni con altri antibiotici
QJ51RC24 Benzatina benzilpenicillina, combinazioni con altri antibiotici
QJ51RC25 Penetamato idroiodide, combinazioni con altri antibiotici
QJ51RC26 Cloxacillina, combinazioni con altri antibiotici

### QJ51RD Altri antibiotici beta-lattamici, combinazioni con altri antibiotici
QJ51RD01 Cefalexina, combinazioni con altri antibiotici
QJ51RD34 Cefacetrile, combinazioni con altri antibiotici

### QJ51RE Sulfonamidi e trimetoprim inclusi derivati
QJ51RE01 Sulfadiazina e trimetoprim

### QJ51RF Macrolidi e lincosamidi, combinazioni con altri antibiotici
QJ51RF01 Spiramicina, combinazioni con altri antibiotici
QJ51RF02 Eritromicina, combinazioni con altri antibiotici
QJ51RF03 Lincomicina, combinazioni con altri antibiotici

### QJ51RG Amminoglicosidi antibiotici, combinazioni
QJ51RG01 Neomicina, combinazioni con altri antibiotici

### QJ51RV Combinazioni di antibiotici e altre sostanze
QJ51RV01 Antibiotici e corticosteroidi
QJ51RV02 Antibiotici, antimicotici e corticosteroidi

## QJ51X Altri antibiotici per uso intramammario

### QJ51XB Polimixina
QJ51XB01 Colistina
QJ51XB02 Polimixina B

### QJ51XX Altri antibiotici per uso intramammario
QJ51XX01 Rifaximina